# Баишев, Булат Тагирович
Булат Тагирович Баишев (1 апреля 1927, Уфа — 14 июля 2012, Москва) — главный научный сотрудник Всероссийского нефтегазового НИИ (ВНИИнефть), заместитель генерального директора по науке ООО «Petro Data Consalting». Выпускник Московского нефтяного института им. И. М. Губкина (1952), горный инженер по разработке нефтяных и газовых месторождений.

## Биография
- 1952 — окончил Московский нефтяной институт,
- с 1944 г. — работал мастером на электротехническом заводе в г. Уфе;
- 1952—1956 — старший инженер, старший научный сотрудник, руководитель лаборатории Уфимского НИИ нефтяной промышленности;
- с 1959 г. — научный сотрудник, руководитель лаборатории,
- с 1974 г. — заведующий отделом разработки нефтяных месторождений,
- с 2001 г. — главный научный сотрудник ВНИИнефть;
- с 1965 г. — бессменный член и эксперт Центральной комиссии по разработке нефтяных месторождений (ЦКР) Миннефтепрома, Минтопэнерго, сейчас Роснедра МПР

## Научно-производственные и общественные достижения
Руководитель и автор проектов разработки крупнейших и сложных по геологическому строению нефтяных и нефтегазовых месторождений СССР, России и зарубежных стран — Туймазинского, Ромашкинского, Самотлорского, Узеньского, Жетыбайского, Лянторского, Харьягинского, Приобского, Приразломного (на шельфе), Северная и Южная Румейла (Ирак), Западная Курна (Ирак), Гелеки (Индия) и др.
Создал и разработал девять новых способов разработки нефтяных и нефтегазовых залежей с различными типами коллекторов, способ предотвращения образования конусов воды, способ определения флюидонасышенности пласта, способы уменьшения добычи попутной воды, метод определения модифицированных фазовых проницаемостей для нефти и воды.
Разработчик и участник внедрения отраслевой программы по повышению эффективности эксплуатации нефтяных и нефтегазовых месторождений страны гидродинамическими методами воздействия.
Автор и соавтор 11 изобретений на способы разработки нефтяных и нефтегазовых залежей, 13 книг и монографий, более 130 статей.
Также:
- член Центральной комиссии по разработке нефтяных и нефтегазовых месторождений Минтопэнерго (с 1963 г.)[2]
- член Научного Совета Академии Наук СССР по проблемам разработки нефтяных месторождений (1972—1990)
- член Российской Академии Естественных Наук (1997).

## Ученые степени и звания
- кандидат технических наук (1962)
- доктор технических наук (1989)
- профессор (1991)

## Награды
- Заслуженный деятель науки и техники Российской Федерации (1993)
- Заслуженный работник Минтопэнерго России (1997)
- Награждён орденом «Знак Почёта» (1966)
- Почетный нефтяник (1987)

Медалями
- «За трудовое отличие» (1977)
- «За доблестный труд в Великой Отечественной войне 1941—1945 гг.» (1946)
- «За доблестный труд. В ознаменование 100-летия со дня рождения В. И. Ленина» (1970).